# Hot to Go!
"Hot to Go!"는 채플 론의 노래이다. 이 곡은 그녀의 데뷔 스튜디오 앨범 《The Rise and Fall of a Midwest Princess》의 9번째이자 마지막 싱글이다.